# 62e division de fusiliers (3e formation)
Pour les articles homonymes, voir 62e division.
La 62e division de fusiliers (russe : 62-я стрелковая дивизия) est une division d'infanterie de l'Armée rouge pendant la Seconde Guerre mondiale.

## Historique
La première formation de la 62e division de fusiliers est dissoute en septembre 1941 et sa seconde formation en novembre 1942. 
La division est formée pour la troisième fois le 15 avril 1943 dans le district militaire de Moscou, à partir de la 44e brigade de fusiliers. Elle est affectée à la 3e armée de réserve pour se préparer au combat.
La division est engagée dans les opérations actives à partir du 12 juillet 1943, affectée à la 21e armée du front de l'Ouest.
Le 10 mars 1944, l'ordre du Drapeau rouge du Travail qu'avait reçu la première formation de la 62e division est transféré à la nouvelle division,.
La division participe à l'opération Bagration. Elle reçoit le titre honorifique Борисовская (Borissovskaïa) en récompense de la traversée de la Bérézina et de la libération de la ville de Borissov. La division est décorée de l'ordre du Drapeau rouge le 12 août 1944 après la traversée du Niémen.
La division est ensuite engagée dans l'offensive de Prusse-Orientale. Elle reçoit l'ordre de Koutouzov, 2e classe, le 19 février 1945 après le franchissement de la Deïma et de la Pregolia et la prise des villes de Labiau, Wehlau, Darkehmen, Treuburg et Benkheim. Elle reçoit l'ordre de Souvorov, 2e classe, le 26 avril après la prise de Heiligenbeil.
Par ordre no 11096 de la Stavka daté du 29 mai 1945, la division reçoit l'ordre d'être dissoute sur place, au sein du groupement central des forces armées soviétiques. En juin, elle fait partie du 36e corps de la 31e armée du groupement central.

## Composition
Son ordre de bataille est le suivant :
- 104e régiment de fusiliers
- 123e régiment de fusiliers
- 306e régiment de fusiliers
- 89e régiment d'artillerie
- 126e groupe (divizion) indépendant antichar
- 95e compagnie de reconnaissance
- 108e bataillon de sapeurs
- 424e bataillon indépendant de transmissions (ex 393e compagnie)
- 33e bataillon médical-sanitaire
- 113e compagnie indépendante de défense anti-gaz
- 275e compagnie automobile
- 72e boulangerie de campagne
- 232e hôpital vétérinaire divisionnaire
- 1513e bureau de poste de campagne
- 1647e bureau de campagne de la Gosbank.

## Commandants
La division a eu trois commandants :
- général-major Vassili Vladimirovitch Efremov du 15 avril 1943 au 1er avril 1944,
- général-major Porfiri Grigoriévitch Borodkine du 2 avril 1944 au 7 septembre 1944,
- colonel Siémion Samouilovitch Lévine à partir du 8 septembre 1944.